# 글립페아하목
글립페아하목(Glypheidea)은 십각목에 속하는 갑각류 하목의 하나이다. 수많은 멸종 화석 종과 2개의 현존하는 속, 네오글립페아속(Neoglyphea)과 라우렌타이글립페아속(Laurentaeglyphea)으로 이루어져 있다.

## 하위 분류
- 글립페아상과 (Glypheoidea) Winckler, 1882
  - † Chimaerastacidae Amati, Feldmann & Zonneveld, 2004
  - 글립페아과 (Glypheidae) Winckler, 1882
  - † Mecochiridae Van Straelen, 1924
  - † Pemphicidae Van Straelen, 1928
  - † Platychelidae Glaessner, 1969
- † 에리마상과 (Erymoidea) Van Straelen, 1924
  - † 에리마과 (Erymidae) Van Straelen, 1924